# Апеляційний суд міста Севастополя
Апеляційний суд міста Севастополя — колишній загальний суд апеляційної (другої) інстанції, юрисдикція якого поширювалася на місто Севастополь до окупації Криму Росією.
Апеляційний суд міста Севастополя діяв на підставі Указу Президента України від 20 травня 2011 року № 591/2011 «Питання мережі місцевих загальних та апеляційних судів».
Відповідно до статті 12 Закону України «Про забезпечення прав і свобод громадян та правовий режим на тимчасово окупованій території України» та у зв'язку з неможливістю здійснювати правосуддя на тимчасово окупованих територіях, територіальну підсудність судових справ, підсудних цьому суду, змінено. Розгляд таких справ відтоді забезпечується Апеляційним судом міста Києва.
Суд ліквідовано Указом Президента України від 29 грудня 2017 року. Вища рада правосуддя припинила його роботу 25 січня 2018 року.
Судовою реформою передбачено утворення Севастопольського апеляційного суду, що відбудеться з дня, визначеного у повідомленні голови нового суду в газеті «Голос України» відповідно до ч. 6 ст. 147 Закону України «Про судоустрій і статус суддів».